# Club Natació Badalona
El Club Natació Badalona és un club esportiu de la ciutat de Badalona; es troba a la vora del mar, a la platja, en el que es practica natació, waterpolo, patí de vela, windsurf, activitats subaquàtiques, triatló, bàsquet i rem. Tot i que la fundació data del 1929, els primers estatuts daten del 28 de maig de 1930. El primer president fou Joan Vilà i Guell i la seu social era als Banys 'El Pescador', al carrer d'Eduard Maristany, 71-73. El 23 d'octubre de 1930 el CN Badalona va organitzar la primera cursa al mar. El 10 de juliol de 1966 fou inaugurat el nou edifici, seu social del club, al número 5-7 del carrer d'Eduard Maristany, essent president Santiago March Blanch. El 2012 el CN Badalona va aconseguir la concessió de l'antiga llotja de pescadors, situada al costa de la seva seu, per allotjar-hi l'escola de vela, que gestiona EspaiMar CNB.
Amb prop de 2000 socis, és la segona entitat més gran de la ciutat de Badalona.
Una de les seves esportistes de més renom és la nedadora Mireia Belmonte.